# Fujiwara no Motozane
Fujiwara no Motozane (藤原元真; 1143 – 1166) è stato un poeta giapponese waka del medio periodo Heian.
Faceva parte della casata meridionale del clan Fujiwara e suo padre era Fujiwara no Kiyokuni. È un membro dei Trentasei immortali della poesia.

## Biografia
Ha servito come Kaga no jo (il terzo ufficiale dell'amministrazione regionale a Kaga) e Shurishikishojo (ufficiale del dipartimento per la costruzione e la manutenzione delle strutture), poi nel 961, gli è stato conferito il grado Jugoinoge (Quinto grado junior, grado inferiore).
Nel 966, divenne un Tanba no kuni no suke (ufficiale responsabile dell'amministrazione regionale a Tanba). Anche se il suo rango ufficiale è stato basso, ha presentato poesie in vari concorsi come il Nyobo utaawase e il Tentoku Dairi utaawase della corte imperiale.
È stato anche selezionato per Saki no jugoban utaawase (concorso di poesia di 30 poeti in 2 gruppi).
I suoi poemi waka furono selezionati per Chokusen wakashū (antologie imperiali di poesia giapponese) e per il Goshui Wakashū (la quarta antologia imperiale) e compilò una collezione privata, il Motozaneshū.
Il Motozaneshū è una collezione privata di waka compilata da Fujiwara no Motozane. Si pensa che la trascrizione esistente e i libri pubblicati siano stati derivati dallo stesso documento originale.
Esistono quattro tipi di libri: Nishihonganji bon (libri) (337 poesie), Shohohan bon (335 poesie), Libri attribuiti a Fujiwara no Toshinari (335 poesie) e Stock di libri degli archivi della casa imperiale (337 poesie).
Si pensa che tutti questi tipi di libri siano uguali nel contenuto e che la loro differenza sia dovuta a errori dovuti alla trascrizione. La prima metà consiste principalmente di poesie pubbliche tra cui Byobu-uta (poesie su paraventi) e Utaawase-uta (poesie composte in concorsi di poesia). L'ultima metà consiste principalmente di poesie private tra cui Koiuta (poesie d'amore) e Zoka (altre poesie).